# Match des Étoiles de la Ligue majeure de baseball 1982
Le match des Étoiles de la Ligue majeure de baseball 1982 (MLB All-Star Game) est la 53e édition de cette partie annuelle qui oppose les meilleurs joueurs de la Ligue nationale et de la Ligue américaine, les deux composantes du baseball majeur.
L’événement a été présenté au Stade olympique de Montréal le 13 juillet 1982 devant une foule de 59 057 spectateurs. Comme c’était la première fois que la partie des Étoiles était disputée à l’extérieur des États-Unis, la direction des Expos de Montréal, organisatrice de l’événement, a présenté des cérémonies d’avant-match mettant en vedette de jeunes joueurs de baseball provenant de tous les pays où ce sport était pratiqué. La direction a également innové en présentant, la veille du match, une pratique au bâton ouverte au public. Cet entraînement allait devenir l’ancêtre du traditionnel concours de circuit qui est présenté avant chaque match des Étoiles depuis 1985.
La partie a été remportée 4 à 1 par l’équipe de la Ligue nationale, qui enregistrait ainsi une onzième victoire consécutive lors de cette confrontation. Cette séquence allait toutefois prendre fin lors du match des Étoiles de 1983.

## Alignements partants

### Ligue américaine
| Joueur           | position            | équipe                  |
| ---------------- | ------------------- | ----------------------- |
| Rickey Henderson | voltigeur de gauche | Athletics d'Oakland     |
| Fred Lynn        | voltigeur de centre | Angels de la Californie |
| George Brett     | troisième but       | Royals de Kansas City   |
| Reggie Jackson   | voltigeur de droite | Angels de la Californie |
| Cecil Cooper**   | premier but         | Brewers de Milwaukee    |
| Robin Yount      | arrêt-court         | Brewers de Milwaukee    |
| Bobby Grich      | deuxième but        | Angels de la Californie |
| Carlton Fisk     | receveur            | White Sox de Chicago    |
| Dennis Eckersley | lanceur             | Red Sox de Boston       |

Cecil Cooper a remplacé Rod Carew, élu par le vote populaire, mais blessé.

### Ligue nationale
| Joueur          | position            | équipe                   |
| --------------- | ------------------- | ------------------------ |
| Tim Raines      | voltigeur de gauche | Expos de Montréal        |
| Pete Rose       | premier but         | Phillies de Philadelphie |
| André Dawson    | voltigeur de centre | Expos de Montréal        |
| Mike Schmidt    | troisième but       | Phillies de Philadelphie |
| Gary Carter     | receveur            | Expos de Montréal        |
| Dale Murphy     | voltigeur de droite | Braves d’Atlanta         |
| Dave Conception | arrêt-court         | Reds de Cincinnati       |
| Manny Trillo    | deuxième but        | Phillies de Philadelphie |
| Steve Rogers    | lanceur             | Expos de Montréal        |

## Effectifs

### Ligue américaine
| Joueur           | position      | équipe                  |
| ---------------- | ------------- | ----------------------- |
| Floyd Bannister  | lanceur       | Mariners de Seattle     |
| Buddy Bell       | troisième but | Rangers du Texas        |
| Rod Carew        | premier but   | Angels de la Californie |
| Jim Clancy       | lanceur       | Blue Jays de Toronto    |
| Mark Clear       | lanceur       | Red Sox de Boston       |
| Rollie Fingers   | lanceur       | Brewers de Milwaukee    |
| Rich Gossage     | lanceur       | Yankees de New York     |
| Ron Guidry       | lanceur       | Yankees de New York     |
| Toby Harrah      | troisième but | Indians de Cleveland    |
| Kent Hrbek       | premier but   | Twins du Minnesota      |
| Hal McRae        | voltigeur     | Royals de Kansas City   |
| Eddie Murray     | premier but   | Orioles de Baltimore    |
| Ben Ogilvie      | voltigeur     | Brewers de Milwaukee    |
| Lance Parrish    | receveur      | Tigers de Detroit       |
| Dan Quisenberry  | lanceur       | Royals de Kansas City   |
| Andy Thornton    | premier but   | Indians de Cleveland    |
| Frank White      | deuxième but  | Royals de Kansas City   |
| Willie Wilson    | voltigeur     | Royals de Kansas City   |
| Dave Winfield    | voltigeur     | Yankees de New York     |
| Carl Yastrzemski | voltigeur     | Red Sox de Boston       |

### Ligue nationale
| Joueur              | position      | équipe                   |
| ------------------- | ------------- | ------------------------ |
| Dusty Baker         | voltigeur     | Dodgers de Los Angeles   |
| Steve Carlton       | lanceur       | Phillies de Philadelphie |
| Leon Durham         | voltigeur     | Cubs de Chicago          |
| Bob Horner          | troisième but | Braves d’Atlanta         |
| Steve Howe          | lanceur       | Dodgers de Los Angeles   |
| Tom Hume            | lanceur       | Reds de Cincinnati       |
| Ruppert Jones       | voltigeur     | Padres de San Diego      |
| Ray Knight          | troisième but | Astros de Houston        |
| Greg Minton         | lanceur       | Giants de San Francisco  |
| Phil Niekro         | lanceur       | Braves d’Atlanta         |
| Al Oliver           | premier but   | Expos de Montréal        |
| Tony Pena           | receveur      | Pirates de Pittsburgh    |
| Steve Sax           | deuxième but  | Dodgers de Los Angeles   |
| Lonnie Smith        | voltigeur     | Cardinals de Saint-Louis |
| Ozzie Smith         | arrêt-court   | Cardinals de Saint-Louis |
| Mario Soto          | lanceur       | Reds de Cincinnati       |
| John Stearns        | receveur      | Mets de New York         |
| Jason Thompson      | premier but   | Pirates de Pittsburgh    |
| Fernando Valenzuela | lanceur       | Dodgers de Los Angeles   |

## Déroulement du match
L’équipe de la Ligue américaine a pris l’avance 1 à 0 en première manche. Rickey Henderson a amorcé la partie avec un simple et a plus tard marqué sur un ballon-sacrifice de Reggie Jackson.

L’équipe de la Ligue nationale a répliqué après deux retraits en deuxième manche lorsque Dale Murphy a obtenu un but sur balles qui a été suivi d’un circuit de Dave Conception contre Dennis Eckersley. Conception a d’ailleurs été élu joueur le plus utile du match.
À la manche suivante, la Ligue nationale a ajouté un point, résultat d’un ballon-sacrifice de Pete Rose qui a fait marquer Ruppert Jones, auteur d’un triple.
En sixième manche, deux joueurs des Expos de Montréal, l’équipe hôtesse, ont combiné leurs efforts pour produire le dernier point du match. Al Oliver a frappé un double avant de marquer sur le simple de Gary Carter.
Le lanceur gagnant du match est Steve Rogers, alors que Dennis Eckersley prend la défaite.

## Source
- L'Histoire des Expos, documentaire produit par RDS